# Ingrid Coenradie
Ingrid Coenradie (Rotterdam, 21 december 1987) is een Nederlandse politica. Namens de PVV was ze van 2024 tot 2025 staatssecretaris van Justitie en Veiligheid in het kabinet-Schoof. Namens Leefbaar Rotterdam was ze van 2022 tot 2024 gemeenteraadslid van Rotterdam; vanaf 2023 als fractievoorzitter. Na de val van het kabinet in 2025 stapte Coenradie over van de PVV naar JA21.

## Maatschappelijke carrière
Coenradie ging van 1998 tot 2005 naar de Havo voor Muziek en Dans. Van 2005 tot 2009 volgde ze een hbo-opleiding human resource management aan de Hogeschool Utrecht. Ze was werkzaam op het gebied van personeelsbeleid, detachering en verkoop en als gastdocent in het middelbaar beroepsonderwijs.

## Politieke carrière
Tijdens haar middelbareschoolperiode was Coenradie van 2004 tot 2006 actief in het Europees Jeugdparlement. Van 2009 tot 2011 was ze bestuurslid en secretaris van het bestuur van de VVD in Tiel.
Van 30 maart 2022 tot 2 juli 2024 was Coenradie gemeenteraadslid van Rotterdam namens Leefbaar Rotterdam. Op 14 juli 2023 volgde ze Bart van Drunen op als fractievoorzitter. In de gemeenteraad was ze namens de partij woordvoerder op het gebied van openbare orde en veiligheid.
Namens de PVV was Coenradie van 2 juli 2024 tot 3 juni 2025 staatssecretaris van Justitie en Veiligheid in het kabinet-Schoof. Zij was daarvoor niet actief bij de PVV. Haar portefeuille bestond uit inburgering, DJI, brandweer, regionale rampenbestrijding, crisisbeheersing, zeden, aanpak huiselijk geweld, femicide, herziening Wet op de Veiligheidsregio’s en staatsnoodrecht en Wet Tegemoetkoming Schade.
Bij de val van het kabinet Schoof in juni 2025 besloot PVV-fractievoorzitter Wilders per direct alle PVV-bewindspersonen terug te trekken uit het kabinet. Coenradie wilde zelf partijloos aanblijven in het demissionair kabinet-Schoof, maar dat was geen optie.

### Onenigheid met Wilders
Coenradie viel op doordat ze weerwoord bood aan PVV-leider Wilders. Ze kwam in conflict met hem over het eerder vrijlaten van gevangenen als gevolg van personeelstekorten. Coenradie hield vast aan haar plan, waarop Wilders zou hebben gezegd dat ze dan maar moest aftreden. Dat deed ze niet. Opvallend is dat de PVV-leden in het Kabinet instemden met haar voorstel. De Tweede Kamer stemde eveneens voor (nipt met 75 voor en 74 tegen).
Na haar aftreden zei Coenradie dat ze na de ruzie met Wilders weinig tot geen contact meer met hem had. Ze zal ook niet nogmaals actief worden voor de PVV. "Ik ga dat niet nog een keer doen, nee. Ik ben enorm teleurgesteld," zei ze daarover in de media.
Over haar politieke toekomst zei Coenradie op 3 juni 2025 in de talkshow Eva desgevraagd: "Ik denk ook inderdaad dat ik wel iets in de politiek blijf doen, omdat ik het ontzettend naar mijn zin heb. En, omdat ik bovendien ook denk dat ik van meerwaarde ben." Voor welke partij ze zich wil inzetten zei ze niet. Over het oprichten van een eigen partij zei ze: "Ik denk dat we de kiezer daar helemaal geen plezier mee doen."

### Overstap
Op 20 juni 2025 maakte Coenradie in een interview in het AD bekend over te stappen naar JA21. Op de concept kandidatenlijst is ze op plaats drie gezet.

## Persoonlijk
In een openhartig interview met Mezza (een magazine bij de zaterdagkranten van DPG Media) vertelde Coenradie over haar moeilijke jeugd en het (nog steeds) moeizame contact met haar ouders. Toen zij 12 jaar oud was, kreeg haar moeder een herseninfarct en werd haar vader plotseling doof. Ze werd gepest op school en werd als tiener twee keer aangerand. Voor haar was dit ook een reden om staatssecretaris van justitie te worden, zodat zij aan deze onderwerpen kon werken.
Coenradie is getrouwd en heeft een zoon, geboren in 2022. Ze genas tweemaal van baarmoederhalskanker. Coenradie heeft een jongere broer.

## Trivia
- In de Schiedamse gemeenteraad zetelt iemand anders die ook Ingrid Coenradie heet.[21]

- Parlement.com: vme3gy0vf1zk